# Iconoclash
Iconoclash « fabrication et destruction des images en science, en religion et en art » est une exposition artistique internationale animée par l'anthropologue des sciences français Bruno Latour et dirigée par l'artiste contemporain autrichien Peter Weibel. Elle s'est déroulée du 4 mai au 1er septembre 2002 au Zentrum für Kunst und Medientechnologie (ZKM) Karlsruhe (ville capitale du Bade-Wurtemberg en Allemagne). Aux côtés de Latour et Weibel, les équipes du ZKM étaient dirigées par Sabine Himmelbach et Gregor Jansen.
Pour l'occasion, un livre a été publié par ZKM et les MIT Press sous la direction de Latour et Weibel (mai 2002). Cet ouvrage comprend des reproductions d'œuvres d'art et de langage, de Willi Baumeister, Christian Boltanski, Daniel Buren, Lucas Cranach[Lequel ?], Max Dean, Marcel Duchamp, Albrecht Dürer, Lucio Fontana, Francisco Goya, Hans Haacke, Richard Hamilton, Young Hay, Arata Isozaki, Asger Jorn, Martin Kippenberger, Imi Knoebel, Komar & Melamid, Joseph Kosuth, Gordon Matta-Clark, Tracey Moffat, Nam June Paik, Sigmar Polke, Stephen Prina, Man Ray, Sophie Ristelhueber, Hiroshi Sugimoto, etc.
En 2005, le tandem Weibel-Latour organisera une autre exposition intitulée « Making things public ».